# Estação Jaraguá
A Estação Jaraguá é uma estação ferroviária, pertencente à Linha 7–Rubi da CPTM, localizada no distrito do Jaraguá no município de São Paulo, cujo esta linha, foi a primeira estrada de ferro construída em solo paulista, denominada como SPR - São Paulo Railway, ou popularmente conhecida na época como "Inglesa". 
É a única estação de todo o sistema ferroviário de São Paulo que possui plataformas construídas em locais diferentes, nesse caso, uma após a outra. Isso se deve ao fato de que, antigamente, a estação era dividida pela Estrada de Taipas; dessa maneira a passagem de nível era aberta com mais rapidez para o trânsito local e evitava atrasos. Nos dias atuais, existe um viaduto que interliga os dois lados da via férrea, o que aboliu o uso das cancelas da passagem de nível.

## História
A estação foi inaugurada pela SPR em 1 de outubro de 1891, com o nome de Taipas (a estação ficou popularmente conhecida como "Parada de Taipas", dando origem ao bairro homônimo). Na década de 1940, teve o nome alterado para Jaraguá devido ao fato de ter havido um posto telegráfico com esse nome perto dali. A estação fica localizada no km 95,079 (1935) linha-tronco SP-1451.
Em 1947, as linhas da SPR são incorporadas pelo governo federal por meio da estatal EFSJ. Apesar de passar por várias administrações federais, a estação não sofreu nenhuma melhoria, sendo que nas décadas de 70 e 80 as linhas estavam cada vez mais sucateadas. O sucateamento dos sistema de trens de subúrbio culminou em revoltas de seus usuários, que iniciaram depredações que atingiram várias estações, dentre elas a Estação Jaraguá, incendiada em 28 de outubro de 1983.
No ano seguinte, a estação é reformada, por volta dos anos 1980 ocorre a construção do prédio atual, e o sistema de trens de subúrbio é repassado para outra empresa federal (a CBTU). O prédio hoje mantém as suas características originais, atendendo aos trens metropolitanos da CPTM, sua operadora desde 1994. Em 1996, sofre novas depredações, nos tumultos na CPTM em 1996.
A estação ferroviária Jaraguá foi tombada pelo CONDEPHAAT (Conselho de Defesa do Patrimônio Histórico, Arqueológico, Artístico e Turístico) em 21 de junho de 2010, pelo ofício 1453/2010 do processo 60308/2009. A carta de comunicação aos interessados foi emitida em 22 de julho de 2010. O tombamento foi solicitado pelo Sr. Ralph Mennucci Giesbrecht no ano de 2006. 

## Tabela
| Sigla | Estação | Inauguração          | Integração                                                                         | Plataformas                        | Posição    | Notas                       |
| ----- | ------- | -------------------- | ---------------------------------------------------------------------------------- | ---------------------------------- | ---------- | --------------------------- |
| JRG   | Jaraguá | 1 de outubro de 1891 | Bilhete Único da SPTrans e EMTU-CPTM válido para uma viagem CPTM e uma viagem EMTU | Laterais segregadas com integração | Superfície | Estação construída pela SPR |